# Hypoponera myrmicariae
Hypoponera myrmicariae es una especie de hormiga del género Hypoponera, subfamilia Ponerinae.